# Борци (Рача)
Борци су насеље у Србији у општини Рача у Шумадијском округу. Према попису из 2022. има 222 становника (према попису из 2011. било је 319 становника).

## Опште информације
Село Борци се налази у централној Србији, у општини Рача. До 1948. године село се звало Губеревац.
Село у 2008. години има око 280 пунолетних становника.
У селу постоји локални фудбалски клуб Ф. К. „Борац“, који се такмичи у општинској лиги.
Село се састоји из засеока:
Лекића, Чаперића, Летовишта, Села, Брда, Ђукића, Саставака и Бајкића.
У оквиру села се налази Основна школа „Карађорђе“, до четврог разреда.

## Демографија
У насељу Борци живи 340 пунолетних становника, а просечна старост становништва износи 49,8 година (47,6 код мушкараца и 52,2 код жена). У насељу има 136 домаћинстава, а просечан број чланова по домаћинству је 2,86.
Ово насеље је великим делом насељено Србима (према попису из 2002. године), а у последња три пописа, примећен је пад у броју становника.
|             | \| Демографија[2] \| Демографија[2] \| Демографија[2] \| \| Година \| Становника \| Становника \| \| -------------- \| -------------- \| -------------- \| \| 1948. \| 885 \| \| \| 1953. \| 952 \| \| \| 1961. \| 890 \| \| \| 1971. \| 714 \| \| \| 1981. \| 612 \| \| \| 1991. \| 490 \| 470 \| \| 2002. \| 389 \| 370 \| \| 2011. \| 319 \| \| \| 2022. \| 222 \| \| |            |
| Демографија | |            |
| Година      | Становника | Становника |
| 1948.       | 885 |            |
| 1953.       | 952 |            |
| 1961.       | 890 |            |
| 1971.       | 714 |            |
| 1981.       | 612 |            |
| 1991.       | 490 | 470        |
| 2002.       | 389 | 370        |
| 2011.       | 319 |            |
| 2022.       | 222 |            |

| Етнички састав према попису из 2002.‍ | Етнички састав према попису из 2002.‍ | Етнички састав према попису из 2002.‍ | Етнички састав према попису из 2002.‍ | Етнички састав према попису из 2002.‍ |
| ------------------------------------ | ------------------------------------ | ------------------------------------ | ------------------------------------ | ------------------------------------ |
|                                      |                                      |                                      |                                      |                                      |
| Срби                                 | Срби                                 |                                      | 384                                  | 98,71%                               |
| Хрвати                               | Хрвати                               |                                      | 2                                    | 0,51%                                |
| непознато                            | непознато                            |                                      | 3                                    | 0,77%                                |

| Година пописа     | 1948. | 1953. | 1961. | 1971. | 1981. | 1991. | 2002. |
| ----------------- | ----- | ----- | ----- | ----- | ----- | ----- | ----- |
| Број домаћинстава | 209   | 220   | 203   | 191   | 176   | 157   | 136   |

| Број чланова      | 1  | 2  | 3  | 4  | 5  | 6  | 7 | 8 | 9 | 10 и више | Просек |
| ----------------- | -- | -- | -- | -- | -- | -- | - | - | - | --------- | ------ |
| Број домаћинстава | 41 | 36 | 16 | 14 | 12 | 10 | 4 | 3 | 0 | 0         | 2,86   |

| Пол    | Укупно | Неожењен/Неудата | Ожењен/Удата | Удовац/Удовица | Разведен/Разведена | Непознато |
| ------ | ------ | ---------------- | ------------ | -------------- | ------------------ | --------- |
| Мушки  | 184    | 46               | 106          | 21             | 10                 | 1         |
| Женски | 170    | 12               | 111          | 45             | 1                  | 1         |
| УКУПНО | 354    | 58               | 217          | 66             | 11                 | 2         |

| Пол    | Укупно                    | Пољопривреда, лов и шумарство | Рибарство                            | Вађење руде и камена | Прерађивачка индустрија       |
| ------ | ------------------------- | ----------------------------- | ------------------------------------ | -------------------- | ----------------------------- |
| Мушки  | 125                       | 115                           | 0                                    | 0                    | 2                             |
| Женски | 107                       | 94                            | 0                                    | 0                    | 6                             |
| УКУПНО | 232                       | 209                           | 0                                    | 0                    | 8                             |
| Пол    | Производња и снабдевање   | Грађевинарство                | Трговина                             | Хотели и ресторани   | Саобраћај, складиштење и везе |
| Мушки  | 1                         | 1                             | 0                                    | 1                    | 1                             |
| Женски | 0                         | 0                             | 1                                    | 1                    | 0                             |
| УКУПНО | 1                         | 1                             | 1                                    | 2                    | 1                             |
| Пол    | Финансијско посредовање   | Некретнине                    | Државна управа и одбрана             | Образовање           | Здравствени и социјални рад   |
| Мушки  | 0                         | 0                             | 1                                    | 0                    | 0                             |
| Женски | 0                         | 0                             | 0                                    | 1                    | 0                             |
| УКУПНО | 0                         | 0                             | 1                                    | 1                    | 0                             |
| Пол    | Остале услужне активности | Приватна домаћинства          | Екстериторијалне организације и тела | Непознато            | Непознато                     |
| Мушки  | 0                         | 0                             | 0                                    | 3                    | 3                             |
| Женски | 1                         | 0                             | 0                                    | 3                    | 3                             |
| УКУПНО | 1                         | 0                             | 0                                    | 6                    | 6                             |